# Вальтер Люхт
Вальтер Люхт (нім. Walther Lucht; нар. 26 лютого 1882, Берлін — пом. 18 березня 1949, Гайльбронн, Баден-Вюртемберг) — німецький воєначальник часів Третього Рейху, генерал артилерії Вермахта (1943). Кавалер Золотого Іспанського хреста з мечами (1939) та Лицарського хреста Залізного хреста з дубовим листям (1945). Учасник Першої та Другої світових війн, а також Громадянської війни в Іспанії в лавах легіону «Кондор».

## Біографія
Військова кар'єра
- 27 червня 1901 — фанен-юнкер
- 4 грудня 1901 — фанен-юнкер-унтер-офіцер
- 27 січня 1902 — фенріх
- 18 жовтня 1902 — лейтенант
- 18 жовтня 1911 — оберлейтенант
- 4 листопада 1914 — гауптман
- 1 грудня 1925 — майор
- 1 квітня 1930 — оберстлейтенант
- 1 червня 1938 — оберст
- 1 жовтня 1940 — генерал-майор
- 1 листопада 1942 — генерал-лейтенант
- 1 жовтня 1943 — генерал артилерії

Вальтер Люхт народився 26 лютого 1882 року у столиці Німецької імперії Берліні. У віці 19 років поступив на військову службу фанен-юнкером до 1-го східнопрусського полку польової артилерії. 18 жовтня 1902 року отримав перше офіцерське звання лейтенант. Службу проходив у 8-й батареї в місті Льотцен.
У жовтні 1913 року поступив до Прусської військової академії в Берліні. З початком Першої світової війни йому довелося припинити навчання і повернутися до свого полку командиром батарей. Брав активну участь у боях на Східному фронті. Командував батареєю, батальйоном, артилерійським дивізіоном. За заслуги був нагороджений Залізними хрестами обох ступенів. Війну завершив начальником штабу 75-ї резервної дивізії.
У післявоєнний час командував 5-ю батареєю у 2-му артилерійському полку рейхсверу. 1 жовтня 1921 року переведений до рейхсміністерства оборони Веймарської республіки в Берліні, де він служби у військово-транспортному відділенні до осені 1924 року. З жовтня 1924 року продовжував службу в Мюнхені, згодом повернувся на штабну посаду до Берліна. 1 жовтня 1928 року призначений на посаду до штабу коменданта Глогау. 1 жовтня 1930 року його перевели у 5-й артилерійський полк, де призначили командиром 1-го дивізіону 5-го артилерійського полку у Фульді.
31 березня 1932 року Вальтер Люхт звільнився з військової служби й згодом поїхав з групою колишніх німецьких офіцерів на чолі з Г. фон Зектом до Китаю, де протягом трьох років був військовим радником в армії Чан Кайші.
Восени 1937 року оберст-лейтенант В. Люхт повернувся на військову службу і був включений у розпорядження начальника Генерального штабу сухопутних військ. У жовтні 1937 року його відрядили начальником артилерії Легіону Кондор, що відправляла нацистська Німеччина на підтримку військ Франко. За свої заслуги в Легіоні він був нагороджений Золотим Іспанським хрестом з мечами та іспанськими нагородами.
Після повернення до Німеччини на різних посадах. До початку Другої світової війни очолив 215-й артилерійський полк 215-ї піхотної дивізії. 6 лютого став командиром 44-го артилерійського командування (Арко 44). Бився на Західному фронті.
17 лютого 1942 року генерал-майора В. Люхта призначили тимчасово командувати 87-ю піхотною дивізією, котра вела бої на Ржевському виступі, а вже з 1 березня 1942 року він став командиром 336-ї піхотної дивізії.
Ця дивізія перебувала у складі окупаційних військ Німеччини у Франції та дислокувалась у район Нант-Маєнн-Лаваль-Ренн-Анже, де охороняла морське узбережжя окупованої Франції.
7 травня 1942 року 336-ту дивізію перекинули залізницею до Харкова, звідкіля вона здійснила марш та зосередилася у районі Чермошне-Нечаївка-Нежеголь-Архангельське-Боткіно-Білянка-Волоконовка-Підгорне. Наприкінці травня 1942 року формування у складі 6-ї армії групи армій «Південь» взяло участь у контрнаступі на Харківському напрямку, билося за Костамарово, Білогір'я, Сергіївка, Николаївка, Ольховатка, де стримувало спроби радянського командування прорвати кільце оточення навколо Барвінкове.
Літом 1942 року з початком операції «Брауншвейг» дивізія генерала В. Люхта наступала на схід на допоміжному напрямку дій, змагалася з військами Червоної армії за Коротояк, Евдаково, з восени утримувала оборонні позиції на річці Чир. Після масштабного контрнаступу радянських військ під Сталінградом утримувала фронт на зовнішньому кільці оточення 6-ї армії по рубежу Суровикіно, Облівська, Осіновський.
Після розгрому німецьких військ у Сталінградському котлі відступала на захід, бої під Усть-Бистрянською, Шахтами, Новошахтинськом, Матвієвим Курганом, Лисогоркою, по рубежу річки Міус.
30 січня 1943 року Вальтер Люхт нагороджений Лицарським хрестом Залізного хреста № 1496 за успішні оборонні бої в районі Дону.
Взимку-весною 1943 року генерал В. Люхт вів оборонні бої у східній Україні, на річці Кринка. Літом дивізія билася за Маріуполь, Ногайськ, Мелітополь.
22 липня 1943 року його переведено до Криму, де призначено командиром берегової оборони Керченської протоки; 1 жовтня 1943 року присвоєно звання генерал артилерії.
20 грудня 1943 року генерала В. Люхта призначили командиром 66-го резервного корпусу, що був зосереджений на заході Франції. З висадкою морського десанту союзників у Нормандії брав участь в оборонних боях.
5 серпня 1944 року у Клермон-Ферран 66-й резервний корпус був переформований на 66-й армійський корпус.
9 січня 1945 року генерал артилерії В. Люхт був нагороджений дубовим листям для Лицарського хреста Залізного хреста № 691 за досягнення в битві в Арденнах. На початку березня 1945 року він потрапив в оточення з формуваннями 15-ї армії, але з кількома сотнями солдатів зміг прорватись та вийти до своїх військ.
На початку квітня 1945 року його призначили командувачем 11-ї армії, яка вела бої у Кассельському регіоні. Після капітуляції армії з 20 квітня 1945 року й до кінця війни В. Люхт був командиром 13-го армійського корпусу. Наприкінці війни він потрапив у полон, з якого його звільнили в 1948 році.